# Мане (футболіст)
Хосе Мануель Хіменес Ортіс (ісп. José Manuel Jiménez Ortiz; 21 грудня 1981, Таріфа, Кадіс, Андалусія, Іспанія) відоміший як Мане (ісп. Mané) — іспанський футболіст, захисник.

## Кар'єра
Народився в місті Таріфа, починав свою кар'єру в молодіжній команді «Ліненсе». Від 2000 року залучався до ігор основного складу в Сегунді B, в клубі провів 2 роки і провів 13 матчів.
2002 року перейшов до клубу «Дітер Сафра», за який провів 8 ігор та забив 1 гол. Від 2003 року виступав у клубі Сегунди Б «Атлетіко Мадрид Б». За 2 сезони в клубі провів 68 матчів і забив 14 голів.
У сезоні 2005/06 зробив крок догори, приєднався до клубу Сегунди «Сьюдад де Мурсія», за який провів у тому сезоні 39 ігор, забив 2 голи і посів з клубом 4-те місце, зупинившись за крок до виходу до Ла-Ліги.
У сезоні 2006/07 перейшов до клубу «Альмерія» де відразу став гравцем основного складу і допоміг своєму клубові посісти друге місце в Сегунді, що дало право виступати з наступного сезону в найвищій лізі Іспанії. У своєму першому сезоні в Ла-Лізі «Альмерія» посіла восьме місце, а Мане забив двічі в матчах з «Мальоркою» і «Рекреатіво» і увійшов до складу команди року, відібраного журналістом Sky Sports Ґільємом Балаґе.
2009 року з'явилися чутки про те, що Мане цікавиться «Вільярреал», однак на початку липня 2009 року, після понад ста проведених матчів за «Альмерію», перейшов до клубу «Хетафе».
2 липня 2013 року стало відомо, що Мане переходить до найтитулованішого ізраїльського клубу «Маккабі Тель-Авів», з яким уклав дворічний контракт. Дебютував за свій новий клуб через 15 днів у кваліфікаційному раунді Ліги Чемпіонів проти клубу «Дьйор».
Наприкінці грудня 2013 року повернувся до Іспанії у свій колишній клуб «Альмерія».
Завершив кар'єру в червні 2018 року, після двох сезонів у клубі «Альхесірас». Обійняв посаду спортивного директора клубу, але після відставки керівництва в листопаді 2019 покинув клуб.

## Досягнення
- Срібний призер Сегунда: 1 (2006/07)
- Чемпіон чемпіонату Ізраїлю: 1 (2013/14)

## Цікавий факт
У сезоні 2007/08 у складі «Альмерії» крім Мане виступало ще двоє футболістів з прізвищем Ортіс: Хосе Ортіс і Хуан Мануель Ортіс.